# オメガ中間子
オメガ中間子（オメガちゅうかんし）は、スピンが1でストレンジクォークをほとんど含まない中間子。クォークの構成：u,d。ロー中間子とほとんど同じ重さであり、スピンも同じく1である。Gパリティの保存のため、2個のパイ中間子にはこわれることができず、強い力で3個のパイ中間子にこわれる。